# När jag blundar
När jag blundar (in italiano: Quando chiudo gli occhi) è un brano musicale della cantante finlandese Pernilla Karlsson, con cui l'artista ha rappresentato il suo paese all'Eurovision Song Contest 2012 a Baku.
Il brano è stato scelto durante la selezione nazionale, Finnish Contest for New Music (UMK), il 25 febbraio 2012, ed è stato scritto e composto dal fratello della cantante, Jonas Karlsson.
Il brano è dedicato alla madre di Pernilla e, secondo la cantante, esprime gratitudine per l'amore e la comprensione materna.
La canzone è in svedese, lingua ufficiale della Finlandia (insieme al finlandese). È la seconda volta che la canzone partecipante al concorso per la Finlandia è in tale idioma, dopo il precedente del 1990, quando Beat cantò Fri?.